# 卡姆沙赫爾縣
卡姆沙赫爾縣（波斯語：‎）位於伊朗馬贊德蘭省，首府為卡姆沙赫爾，總面積458.50平方公里。
根據2006年的伊朗人口普查數據顯示該縣總人口為293,721人。2011年數據顯示為320,741人。 2016年數據顯示總人口為309,199人。